# FC Moravský Krumlov
FC Moravský Krumlov (celým názvem: Football Club Moravský Krumlov) je český fotbalový klub, který sídlí v Moravském Krumlově v Jihomoravském kraji. Založen byl roku 1930. Klubovými barvami jsou žlutá a modrá. Od sezony 2006/07 hraje Přebor Jihomoravského kraje (5. nejvyšší soutěž).
Nejznámějším odchovancem klubu je Libor Zelníček, který byl prvoligovým hráčem Zbrojovky Brno, Baníku Ostrava a Drnovic.
Největším úspěchem klubu je účast v Přeboru Jihomoravského kraje, zejména pak 3. příčka ze sezony 2013/14.

## Historické názvy
Zdroj: 
- 1930 – SK Moravský Krumlov (Sportovní klub Moravský Krumlov)
- 1949 – JTO Sokol Moravský Krumlov (Jednotná tělovýchovná organisace Sokol Moravský Krumlov)
- 1953 – DSO Slavoj Moravský Krumlov (Dobrovolná sportovní organisace Slavoj Moravský Krumlov)
- 195? – TJ Slavoj Moravský Krumlov (Tělovýchovná jednota Slavoj Moravský Krumlov)[9]
- 1975 – TJ HM Moravský Krumlov (Tělovýchovná jednota Hutní montáže Moravský Krumlov)[9]
- 198? – TJ Moravský Krumlov (Tělovýchovná jednota Moravský Krumlov)
- 2005 – FC Moravský Krumlov (Football Club Moravský Krumlov)
- 2016 – FC Moravský Krumlov, z. s. (Football Club Moravský Krumlov, zapsaný spolek)

## Historie kopané v Moravském Krumlově

### 30. léta 20. století
Díky populárním klubům (Sparta, Slavia, Židenice aj.) pronikala ve dvacátých a třicátých letech 20. století kopaná i do menších měst. V Moravském Krumlově vznikl organizovaný sportovní klub v roce 1930. Přestože měl Moravský Krumlov v tehdejší době zhruba 2 000 obyvatel, na fotbalové zápasy chodilo 150, ale i 300 diváků. Klub zahájil v základní třídě BZMŽF (Bradova Západomoravská župa footballová).
Prvním mecenášem a předsedou klubu byl Emanuel Černý, tajemníkem pan Smejkal a prvním kapitánem Vladimír Ditrich.
Se začátkem druhé světové války sportovní činnost v Moravském Krumlově prakticky ustala, většina česky mluvícího obyvatelstva byla vystěhována, řada hráčů i příznivců kopané se zapojila do protiněmeckého odboje.

### 40. léta 20. století
Hned po osvobození v roce 1945 bylo zahájeno budování nového hřiště v prostoru dnešní Střelnice. Klub se rychle vzpamatoval z válečných let, již v říjnu 1945 hrál mistrovský zápas a pořádal karneval k oslavě 28. října, v listopadu 1945 se uskutečnil kabaret a v lednu 1946 byl uspořádán maškarní ples. V únoru 1946 klub čítal 70 členů. Valnou hromadou klubu byl v únoru 1946 náčelníkem zvolen vídeňský rodák František Král, s nímž je spojen významný poválečný rozvoj moravskokrumlovské kopané. Na valné hromadě byli též zvoleni předsedou Josef Halámek, místopředsedou Viktor Kopeček, druhým místopředsedou JUDr. Jaromír Dostál, vzdělavatelem Maxmilián Gröger, hlavním pořadatelem František Coufal, vedoucím dorostu Josef Špilfogl (od roku 1947 Josef Juříček), předsedou zábavního odboru Vilém Živna a revisory účtů Bedřich Tálský s Aloisem Černým. V základní třídě krajské soutěže měl Moravský Krumlov za soupeře Rosice, Němčice, Troubsko, Dolní Kounice, Střelice, Slatinu, Ivančice a další. Od srpna 1945 do února 1946 bylo odehráno 22 zápasů, z toho 11 mistrovských. Mezi lety 1946 až 1948 vzniklo i „B“ mužstvo.
V této době došlo k postupu do II. třídy Západomoravské župy. V lednu 1948 klub ještě pořádal maškarní ples v sokolovně, záhy po únorovém převratu však v klubu vznikl akční výbor a došlo ke sjednocení se Sokolem. Ke konci stejného roku byly zrušeny Sportovní kluby a ustaveny Závodní sokolské jednoty, později klub fungoval pod DSO Slavoj Moravský Krumlov.

### 50. léta 20. století
V 50. letech byl bývalý Sportovní klub již jako Slavoj Moravský Krumlov zařazen do okresního přeboru. Roku 1952 postoupil Sokol Moravský Krumlov jako vítěz okresního přeboru do II. třídy krajské soutěže pro ročník 1953, V roce 1956 následoval postup do I. B třídy – sk. A.

### 60. léta 20. století
Při reorganizaci okresů v roce 1960 byly ve fotbalové soutěži zavedeny čtyři skupiny I. třídy, do kterých byl zařazen i Slavoj Moravský Krumlov. V sezonách 1960/61 – 1962/63 hrál Slavoj v I. A třídě skupiny „D“. V polovině 60. let došlo k mezigenerační výměně, která se odrazila v neustálých změnách sestav mužstva a v sestupu až do okresního přeboru (1965/66).
30. května 1962 se v Moravském Krumlově narodil Jaroslav Irovský.
10. června 1965 se v Moravském Krumlově narodil Libor Zelníček.
18. ledna 1967 se v Moravském Krumlově narodil Jaroslav Jakub.
V sezoně 1968/69 klub pod vedením J. Hlávky zvítězil v Okresním přeboru Znojemska před Únanovem a Oblekovicemi, čímž se po 3 sezonách vrátil do župních (krajských) soutěží.

### 70. léta 20. století
V roce 1975 přešlo mužstvo Slavoje pod patronát n. p. Hutní montáže Ostrava.

### 80. léta 20. století
V tomto období došlo k výkonnostnímu útlumu a klub se pohyboval jen v okresních soutěžích. K paradoxní situaci došlo v sezonách 1983/84 a 1984/85, kdy „B“ mužstvo hrálo stejnou soutěž jako „A“ mužstvo – pouze v jiné skupině.

### 90. léta 20. století
Začátkem 90. let se podařilo postoupit zpět do okresního přeboru a po vítězství v něm v sezoně 1992/93 do I. B třídy. Následně (1994/95) klub opět sestoupil do okresního přeboru, v sezoně 1998/99 v něm klub pošesté za 30 let (předešlá vítězství v ročnících 1968/69, 1975/76, 1982/83, 1983/84 a 1992/93) zvítězil a postoupil do I. B třídy Jihomoravské župy – sk. B. Od sezony 1999/00 hraje nepřetržitě v soutěžích Jihomoravského KFS (1991/92 – 2001/02 jako ŽFS).

### Ve 21. století
Po šesti sezonách v I. A třídě Jihomoravské župy (kraje) – sk. A přišlo vítězství (2005/06) a postup do Přeboru Jihomoravského kraje, kde hraje od ročníku 2006/07 až dosud.

## Úspěchy mládežnické kopané v Moravském Krumlově
Největšího úspěchu dosáhli dorostenci v sezonách 2005/06 a 2006/07, kdy hráli Moravskoslezskou dorosteneckou divizi (3. nejvyšší soutěž). Největší úspěchy žáků v krajském přeboru se udály v sezonách 1973/74 a 1979/80.

## Zázemí klubu
Zdroj: 
- Roku 1930 byl získán prostor pro první hřiště u nových jatek a následné vybudováno dnešní hřiště na Střelnici.
- 1945: Válkou zničené hřiště bylo opraveno, byly vybudovány nouzové šatny pro hráče v dřevěných buňkách.
- V období 1955 – 1957 byly postaveny zděné kabiny.
- Na přelomu 60. a 70. let došlo k úpravě hrací plochy, byla postavena hlasatelská kabina, železná tribuna a instalována nová sedadla.
- Mezi lety 1993 – 1995 proběhla rekonstrukce a zatravnění hrací plochy.
- V roce 2005 začala 1. etapa rekonstrukce a přístavby kabin v přízemí.
- 2006: Přišly zničující povodně, začala 2. etapa rekonstrukce a přístavby kabin v 1. patře.
- Roku 2010 byla rekonstruována tribuna a vyměněna sedadla.

## Umístění v jednotlivých sezonách
Stručný přehled
Zdroj: 
- 1960–1961: I. třída Jihomoravské župy – sk. B
- 1961–1963: I. třída Jihomoravské župy – sk. D
- 1965–1966: I. B třída Jihomoravské oblasti – sk. B
- 1968–1969: Okresní přebor Znojemska
- 1992–1993: Okresní přebor Znojemska
- 1993–1995: I. B třída Jihomoravské župy – sk. B
- 1995–1999: Okresní přebor Znojemska
- 1999–2000: I. B třída Jihomoravské župy – sk. B
- 2000–2002: I. A třída Jihomoravské župy – sk. A
- 2002–2006: I. A třída Jihomoravského kraje – sk. A
- 2006– : Přebor Jihomoravského kraje

Jednotlivé ročníky
Zdroj: 
Legenda: Z – zápasy, V – výhry, R – remízy, P – porážky, VG – vstřelené góly, OG – obdržené góly, +/− – rozdíl skóre, B – body, červené podbarvení – sestup, zelené podbarvení – postup, fialové podbarvení – reorganizace, změna skupiny či soutěže
| Československo (1960 – 1993)                                       |                                         |        |    |     |     |     |     |     |     |    |        |
| Sezóny                                                             | Liga                                    | Úroveň | Z  | V   | R   | P   | VG  | OG  | +/− | B  | Pozice |
| 1960/61                                                            | I. třída Jihomoravského kraje – sk. B   | 4      | 26 | 9   | 2   | 15  | 50  | 78  | −28 | 20 | 11.    |
| 1961/62                                                            | I. třída Jihomoravského kraje – sk. D   | 4      | 26 | ... | ... | ... | ... | ... | ... |    |        |
| 1962/63                                                            | I. třída Jihomoravského kraje – sk. D   | 4      | 26 | ... | ... | ... | ... | ... | ... |    |        |
| ...                                                                |                                         |        |    |     |     |     |     |     |     |    |        |
| 1965/66                                                            | I. B třída Jihomoravské oblasti – sk. B | 6      | 22 | ... | ... | ... | ... | ... | ... |    |        |
| ...                                                                |                                         |        |    |     |     |     |     |     |     |    |        |
| 1968/69                                                            | Okresní přebor Znojemska                | 7      | 26 | ... | ... | ... | 72  | 30  | +42 | 39 | 1.     |
| ...                                                                |                                         |        |    |     |     |     |     |     |     |    |        |
| 1992/93                                                            | Okresní přebor Znojemska                | 8      | 30 | 25  | 3   | 2   | 112 | 37  | +75 | 53 | 1.     |
| Česko (1993 – )                                                    |                                         |        |    |     |     |     |     |     |     |    |        |
| Sezóny                                                             | Liga                                    | Úroveň | Z  | V   | R   | P   | VG  | OG  | +/− | B  | Pozice |
| 1993/94                                                            | I. B třída Jihomoravské župy – sk. B    | 7      | 26 | 13  | 2   | 11  | 60  | 52  | +8  | 28 | 6.     |
| 1994/95                                                            | I. B třída Jihomoravské župy – sk. B    | 7      | 26 | 8   | 6   | 12  | 37  | 52  | −15 | 30 | 10.    |
| V sezonách 1995/96 – 1998/99 hráli moravskokrumlovští OP Znojemska |                                         |        |    |     |     |     |     |     |     |    |        |
| 1999/00                                                            | I. B třída Jihomoravské župy – sk. B    | 7      | 26 | 20  | 2   | 4   | 86  | 37  | +49 | 62 | 1.     |
| 2000/01                                                            | I. A třída Jihomoravské župy – sk. A    | 6      | 26 | 9   | 8   | 9   | 54  | 59  | −5  | 35 | 9.     |
| 2001/02                                                            | I. A třída Jihomoravské župy – sk. A    | 6      | 26 | 9   | 7   | 10  | 47  | 47  | 0   | 34 | 8.     |
| 2002/03                                                            | I. A třída Jihomoravského kraje – sk. A | 6      | 26 | 9   | 4   | 13  | 50  | 56  | −6  | 31 | 11.    |
| 2003/04                                                            | I. A třída Jihomoravského kraje – sk. A | 6      | 26 | 12  | 5   | 9   | 53  | 42  | +11 | 41 | 6.     |
| 2004/05                                                            | I. A třída Jihomoravského kraje – sk. A | 6      | 26 | 8   | 4   | 14  | 28  | 37  | −9  | 28 | 10.    |
| 2005/06                                                            | I. A třída Jihomoravského kraje – sk. A | 6      | 26 | 18  | 4   | 4   | 65  | 27  | +38 | 58 | 1.     |
| 2006/07                                                            | Přebor Jihomoravského kraje             | 5      | 30 | 14  | 5   | 11  | 48  | 42  | +6  | 47 | 5.     |
| 2007/08                                                            | Přebor Jihomoravského kraje             | 5      | 30 | 10  | 7   | 13  | 53  | 51  | +2  | 37 | 12.    |
| 2008/09                                                            | Přebor Jihomoravského kraje             | 5      | 30 | 13  | 8   | 9   | 51  | 41  | +10 | 47 | 6.     |
| 2009/10                                                            | Přebor Jihomoravského kraje             | 5      | 30 | 12  | 8   | 10  | 41  | 42  | −1  | 44 | 7.     |
| 2010/11                                                            | Přebor Jihomoravského kraje             | 5      | 30 | 11  | 8   | 11  | 57  | 53  | +4  | 41 | 10.    |
| 2011/12                                                            | Přebor Jihomoravského kraje             | 5      | 30 | 16  | 5   | 9   | 40  | 30  | +10 | 53 | 6.     |
| 2012/13                                                            | Přebor Jihomoravského kraje             | 5      | 30 | 14  | 5   | 11  | 47  | 46  | +1  | 47 | 6.     |
| 2013/14                                                            | Přebor Jihomoravského kraje             | 5      | 30 | 15  | 7   | 8   | 46  | 40  | +6  | 52 | 3.     |
| 2014/15                                                            | Přebor Jihomoravského kraje             | 5      | 30 | 11  | 5   | 14  | 29  | 39  | −10 | 38 | 9.     |
| 2015/16                                                            | Přebor Jihomoravského kraje             | 5      | 32 | 13  | 4   | 15  | 62  | 64  | −2  | 43 | 12.    |
| 2016/17                                                            | Přebor Jihomoravského kraje             | 5      | 30 | 11  | 2   | 17  | 51  | 74  | −23 | 35 | 11.    |
| 2017/18                                                            | Přebor Jihomoravského kraje             | 5      | 30 | 8   | 7   | 15  | 46  | 70  | −24 | 31 | 12.    |
| 2018/19                                                            | Přebor Jihomoravského kraje             | 5      | 30 | 6   | 4   | 20  | 34  | 88  | −54 | 22 | 14.    |
| 2019/20                                                            | Přebor Jihomoravského kraje             | 5      |    |     |     |     |     |     |     |    |        |

Poznámky:
- 1949–1956: Hrálo se systémem jaro–podzim dle sovětského vzoru.[9]
- 1957/58: Tento ročník byl hrán tříkolově (jaro 1957, podzim 1957 a jaro 1958) z důvodu přechodu zpět na systém podzim–jaro od sezony 1958/59.[9]
- 1959/60: Po sezoně došlo k reorganizaci nižších soutěží.[9]
- 1964/65: Po sezoně došlo k reorganizaci nižších soutěží.[9]
- 2001/02: Po sezoně došlo k reorganizaci soutěží (župy → kraje).

## FC Moravský Krumlov „B“
FC Moravský Krumlov „B“ je rezervním týmem Moravského Krumlova, který od sezony 2019/20 nastupuje v Okresním přeboru Znojemska (8. nejvyšší soutěž).

### Umístění v jednotlivých sezonách
Stručný přehled
Zdroj: 
- 1999–2003: Okresní soutěž Znojemska – sk. A
- 2003–2008: Okresní soutěž Znojemska – sk. B
- 2008–2017: Okresní přebor Znojemska
- 2017–2019: I. B třída Jihomoravského kraje – sk. B
- 2019– : Okresní přebor Znojemska

Jednotlivé ročníky
Zdroj: 
Legenda: Z – zápasy, V – výhry, R – remízy, P – porážky, VG – vstřelené góly, OG – obdržené góly, +/− – rozdíl skóre, B – body, červené podbarvení – sestup, zelené podbarvení – postup, fialové podbarvení – reorganizace, změna skupiny či soutěže
| Česko (1999 – ) |                                         |        |    |     |     |     |     |     |     |    |        |
| Sezóny          | Liga                                    | Úroveň | Z  | V   | R   | P   | VG  | OG  | +/− | B  | Pozice |
| 1999/00         | Okresní soutěž Znojemska – sk. A        | 9      | 24 | 10  | 4   | 10  | 38  | 38  | 0   | 34 | 7.     |
| 2000/01         | Okresní soutěž Znojemska – sk. A        | 9      | 26 | ... | ... | ... | ... | ... | ... |    |        |
| 2001/02         | Okresní soutěž Znojemska – sk. A        | 9      | 26 | 7   | 7   | 12  | 36  | 73  | −37 | 28 | 11.    |
| 2002/03         | Okresní soutěž Znojemska – sk. A        | 9      | 26 | 11  | 3   | 12  | 45  | 42  | +3  | 36 | 7.     |
| 2003/04         | Okresní soutěž Znojemska – sk. B        | 9      | 26 | 15  | 4   | 7   | 71  | 28  | +43 | 49 | 3.     |
| 2004/05         | Okresní soutěž Znojemska – sk. B        | 9      | 26 | 12  | 5   | 9   | 68  | 45  | +23 | 38 | 5.     |
| 2005/06         | Okresní soutěž Znojemska – sk. B        | 9      | 26 | 16  | 6   | 4   | 80  | 33  | +47 | 54 | 2.     |
| 2006/07         | Okresní soutěž Znojemska – sk. B        | 9      | 26 | 19  | 4   | 3   | 63  | 24  | +39 | 61 | 2.     |
| 2007/08         | Okresní soutěž Znojemska – sk. B        | 9      | 26 | 20  | 2   | 4   | 101 | 26  | +75 | 62 | 1.     |
| 2008/09         | Okresní přebor Znojemska                | 8      | 26 | 8   | 10  | 6   | 44  | 34  | +10 | 34 | 5.     |
| 2009/10         | Okresní přebor Znojemska                | 8      | 26 | 15  | 1   | 10  | 66  | 50  | +16 | 46 | 3.     |
| 2010/11         | Okresní přebor Znojemska                | 8      | 26 | 15  | 2   | 9   | 82  | 56  | +26 | 47 | 3.     |
| 2011/12         | Okresní přebor Znojemska                | 8      | 26 | 16  | 2   | 8   | 84  | 57  | +27 | 50 | 3.     |
| 2012/13         | Okresní přebor Znojemska                | 8      | 26 | 18  | 1   | 7   | 77  | 51  | +26 | 55 | 3.     |
| 2013/14         | Okresní přebor Znojemska                | 8      | 26 | 15  | 3   | 8   | 57  | 34  | +23 | 48 | 3.     |
| 2014/15         | Okresní přebor Znojemska                | 8      | 26 | 19  | 4   | 3   | 78  | 28  | +50 | 61 | 2.     |
| 2015/16         | Okresní přebor Znojemska                | 8      | 26 | 16  | 3   | 7   | 69  | 38  | +31 | 51 | 3.     |
| 2016/17         | Okresní přebor Znojemska                | 8      | 26 | 16  | 3   | 7   | 81  | 42  | +39 | 51 | 2.     |
| 2017/18         | I. B třída Jihomoravského kraje – sk. B | 7      | 26 | 8   | 8   | 10  | 43  | 54  | −11 | 32 | 8.     |
| 2018/19         | I. B třída Jihomoravského kraje – sk. B | 7      | 26 | 3   | 6   | 17  | 30  | 82  | −54 | 15 | 14.    |
| 2019/20         | Okresní přebor Znojemska                | 8      |    |     |     |     |     |     |     |    |        |

Poznámky:
- 2004/05: Mužstvu byly odečteny 3 body.[32]
- 2016/17: Postoupilo rovněž vítězné mužstvo TJ Mikulovice.[33]

## FC Moravský Krumlov „C“
FC Moravský Krumlov „C“ je druhým rezervním týmem Moravského Krumlova, který od sezony 2016/17 hraje Okresní soutěž Znojemska (9. nejvyšší soutěž).

### Umístění v jednotlivých sezonách
Stručný přehled
Zdroj: 
- 2015–2016: Základní třída Znojemska – sk. B
- 2016– : Okresní soutěž Znojemska – sk. B

Jednotlivé ročníky
Zdroj: 
Legenda: Z – zápasy, V – výhry, R – remízy, P – porážky, VG – vstřelené góly, OG – obdržené góly, +/− – rozdíl skóre, B – body, červené podbarvení – sestup, zelené podbarvení – postup, fialové podbarvení – reorganizace, změna skupiny či soutěže
| Česko (2015 – ) |                                  |        |    |    |   |    |    |    |     |    |        |
| Sezóny          | Liga                             | Úroveň | Z  | V  | R | P  | VG | OG | +/− | B  | Pozice |
| 2015/16         | Základní třída Znojemska – sk. B | 10     | 22 | 17 | 1 | 4  | 82 | 30 | +52 | 52 | 1.     |
| 2016/17         | Okresní soutěž Znojemska – sk. B | 9      | 26 | 7  | 6 | 13 | 45 | 53 | −8  | 27 | 11.    |
| 2017/18         | Okresní soutěž Znojemska – sk. B | 9      | 26 | 11 | 5 | 10 | 58 | 49 | +9  | 38 | 8.     |
| 2018/19         | Okresní soutěž Znojemska – sk. B | 9      | 26 | 11 | 5 | 10 | 73 | 54 | +19 | 38 | 6.     |
| 2019/20         | Okresní soutěž Znojemska – sk. B | 9      |    |    |   |    |    |    |     |    |        |